# 2009年馬德里公開賽
2009年馬德里大師賽于2009年5月9日至5月17日在西班牙馬德里舉行，也稱馬德里大師1000賽，場地為室外紅土，是一項男女合辦的賽事，男子爲第8屆賽事；女子為第1屆賽事，在ATP為大師1000系列賽；在WTA為WTA四項女子皇冠明珠賽之一。

## 冠軍

### 男子單打
決賽： 羅傑·費德勒 擊敗  拉斐爾·納達爾 （6–4、6–4）
- 這是費德勒今年的第1個冠軍與生涯第58座冠軍，也是第15座大師系列賽冠軍。

### 女子單打
決賽： 迪娜拉·薩芬娜 擊敗  卡露蓮·禾絲妮雅琪 （6–2、6–4）
- 這是薩芬娜今年的第2個冠軍與生涯第11座冠觸。

### 男子雙打
決賽： 丹尼爾·內斯特 /  內納德·齊莫尼奇 擊敗  西蒙·阿斯博林 /  衛斯理·穆迪（4–6、6–3）

### 女子雙打
決賽： 卡拉·布萊克 /  莉澤爾·許貝爾 擊敗  克韋塔·佩什克 /  麗莎·雷蒙德（6–2、7–5、[10–6]）

## 外部連結
- 官方網站[]